# Kanaal Seine-Noord Europa

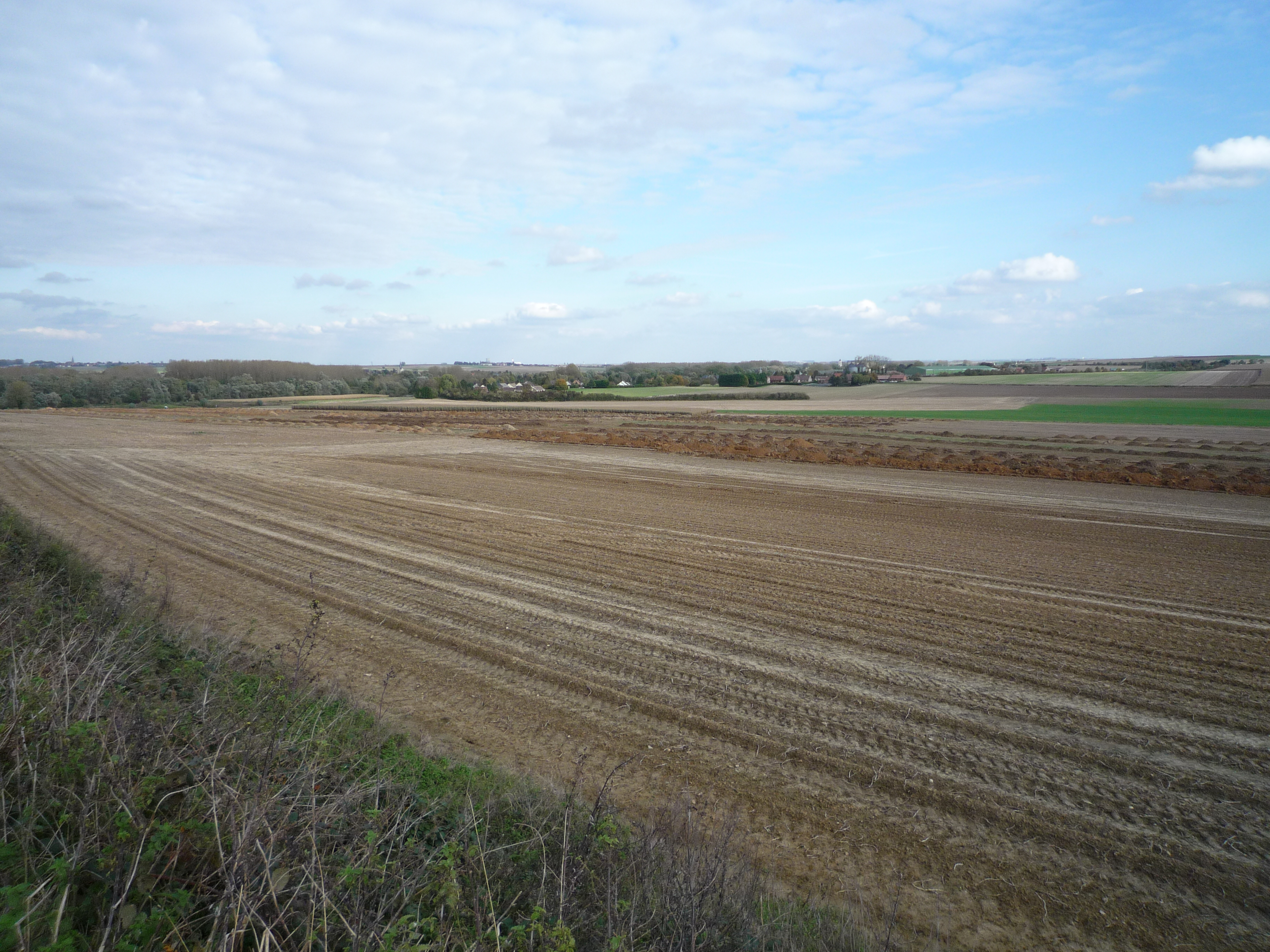
Archeologische opgravingen langs het traject van het Kanaal Seine-Noord Europa in oktober 2008 ter hoogte van het dorp Aubencheul-au-Bac

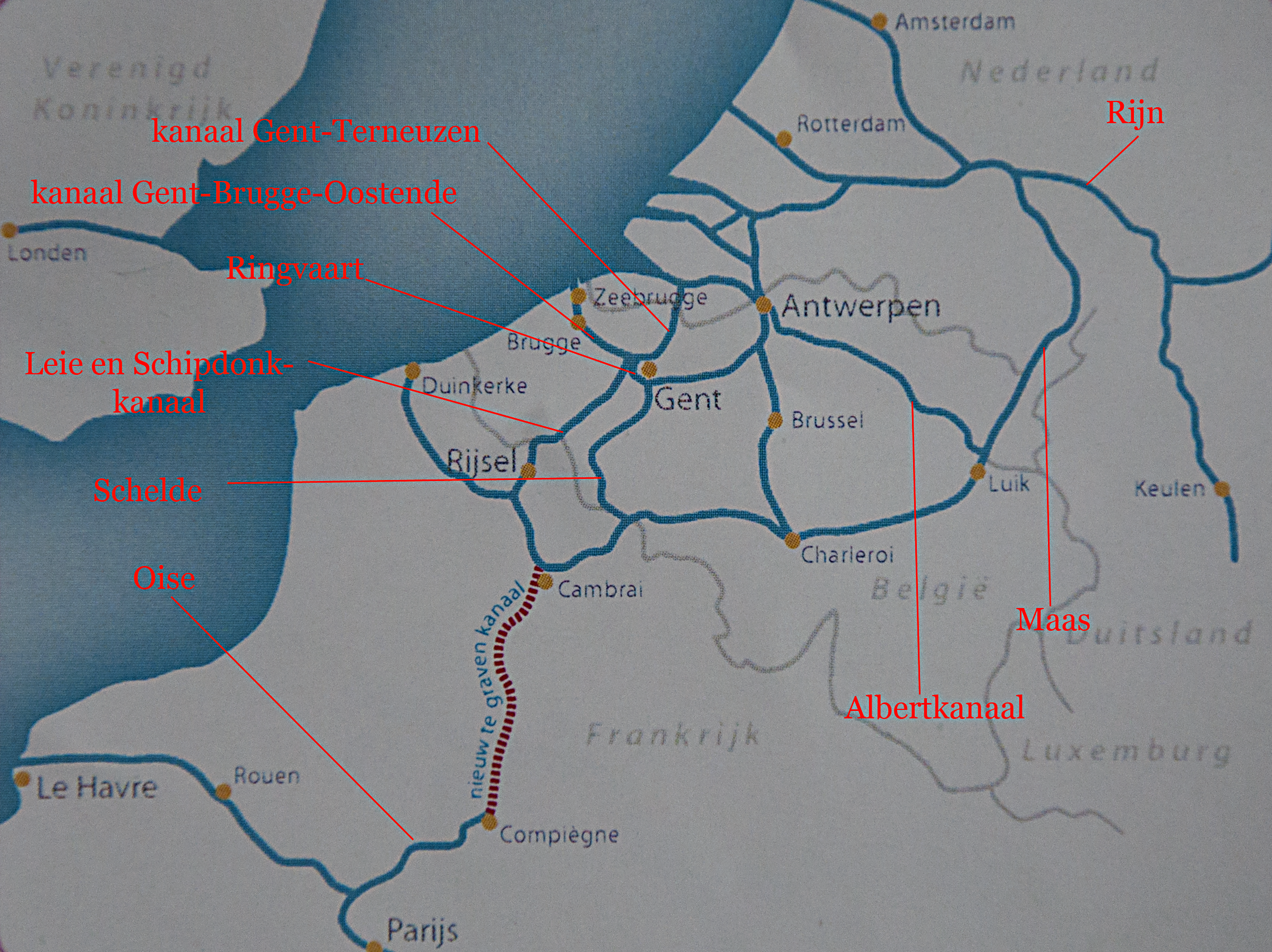
Kaart van het project

Het Kanaal Seine-Noord Europa (Frans: Canal Seine-Nord of Liaison Seine-Escaut) is een geplande vaarweg voor binnenschepen tot 4400 ton die de industriële regio's rondom de Seine met die rond de Schelde zal verbinden.
De nieuwe verbinding biedt economische perspectieven voor in eerste instantie Frankrijk en België, aangezien het de regio's van Le Havre, Rouen en Parijs met Noord-Frankrijk en België zal verbinden maar van daaruit met de hele Schelde- en Rijndelta in Nederland en Duitsland en Zeeuws-Vlaanderen via het Kanaal Gent-Terneuzen.

## Van idee naar realisatie
Het idee voor een kanaal dat Parijs met het centrum van België zou verbinden dateert al uit de negentiende eeuw.
Begin 2008 echter kwamen de plannen voor een kanaal, van de Schelde naar de Seine dat schepen met een tonnage van 4400 ton zou toelaten, met zeer concrete trajecten terug boven water. Initieel hoopte men reeds in juni 2008 de aanbesteding van deze waterweg te mogen verwachten, maar toen werd de doorlooptijd en de aanvang van werken jaar na jaar achteruit geschoven. Op dinsdag 5 april 2011 was er een princiepsakkoord tussen de verschillende betrokken landen, voor een project met een totale kostprijs van naar schatting 4,5 miljard euro.
Kernstuk van de verbinding was een nieuw te graven kanaal dat de Schelde te Cambrai met de Oise in Compiègne zal verbinden, 106 kilometer kanaal, met zeven sluizen, drie aquaducten en 59 bruggen. De aquaducten zouden een overbrugging van de autosnelwegen A26 en A29 vormen, alsmede een 1.330 meter lange overbrugging van de rivier de Somme. Dit nieuwe kanaal is een onderdeel van de Seine-Scheldeverbinding, een ruimer TEN-T-project. In België wordt de Schelde en Antwerpen bereikt via een westelijke route langs de Leie en een oostelijke route langs onder meer het Centrumkanaal.
Inmiddels is de aanvang van de werkzaamheden verschoven naar 2023. In 2028 zou het kanaal moeten worden opgeleverd.